# Madeleine Pauliac
Madeleine Jeanne Marie Pauliac (Villeneuve-sur-Lot, 16 de septiembre de 1912-Sochaczew, 13 de febrero de 1946) fue una médica francesa de Cruz Roja y miembro de la Resistencia. La película Les Innocentes dirigida por Anne Fontaine en 2016 se basa en sus experiencias junto a un grupo de monjas polacas que fueron violadas repetidamente por tropas soviéticas durante la Segunda Guerra Mundial.

## Biografía
Madeleine Pauliac, nació en Villeneuve-sur-Lot, al sureste de Francia, su padre, Roger Pauliac, falleció en Verdum en 1916. Tras finalizar sus estudio de medicina, publicó su tesis doctoral en 1939 bajo el título de Les Dérivés sulfamidés et leur action dans le traitement des méningites cérébro-spinales à méningocoques sobre el tratamiento de la meningitis.
Cuando estalló la guerra, Madeleine se encontraba trabajando en un hospital de París. Durante la ocupación alemana se unió a la Resistencia donde se dedicó a socorrer a los paracaidistas aliados. También participó en doscientas misiones con el Escuadrón Azul de ambulancias de la Cruz Roja. En enero de 1945, tras el Desembarco de Normandía, fue enviada a Moscú bajo las órdenes del General Catroux para ayudar a repatriar a los prisioneros de guerra franceses. En mayo de 1945 fue enviada a Varsovia, donde se convirtió en médico jefe de un hospital francés. Cuando llegó a Polonia se encontró un país sumido en el caos y dominado por el Ejército Rojo, cuyos soldados campaban a sus anchas por las ciudades cometiendo todo tipo de barbaridades. Fue allí donde entró en contacto con un grupo de monjas, entre las que se encontraban varias embarazadas, que habían sido violadas repetidamente por los soldados soviéticos. Por entonces escribió la doctora:
Había 25 monjas. 15 fueron violadas y asesinadas por los rusos. Las 10 restantes fueron violadas, algunas 42 veces y otras 35 o 50 veces. Nada de eso sería de una importancia mayor si no hubiese sido porque 5 de ellas estaban embarazadas. Vinieron a pedirme consejo y hablaron de aborto en término velados
Pauliac practicó varios abortos a las religiosas y, en algunos casos, las ayudó a dar a luz a sus hijos. Les prestó además, ayuda psicológica para superar los traumas derivados de la situación que habían vivido.
Durante estos años llegó a colaborar (en conjunto) en más de 200 misiones relacionadas con la evacuación de heridos. Así lo afirmó, al menos, su sobrino (quien ha reconstruido la historia de su tía en los últimos años sobre la base de multitud de documentos) en una entrevista: «Algunos informes de las mujeres jóvenes que acompañaban a mi tía informaron de que habían visitado más de 200 campamentos de prisioneros, muchos campos de concentración, y habían viajado unos 40 000 kilómetros. Hacían un promedio de 700 kilómetros para recuperar a un francés de aquí y otro de allá. Viajando día y noche». El 13 de febrero de 1946 falleció víctima de un accidente de tráfico en Varsovia, aunque algunas versiones afirman que en realidad fue porque el automóvil pisó una mina. Tras su muerte, todo el cuerpo diplomático francés asistió a su funeral en Polonia. Su cadáver se repatrió a Francia, donde fue enterrada en el cementerio de su ciudad natal. Madeleine Pauliac fue condecorada de forma póstuma con la Legión de Honor y la Croix de guerre 1939-1945.
La película Les Innocentes, dirigida por Anne Fontaine, está basada en la experiencia de Madeleine Pauliac con las religiosas polacas. La cinta formó parte de la sección oficial del Festival de Sundance en enero de 2016.